# Leo Lionni
Leo Lionni, född 5 maj 1910 i Amsterdam, död 11 oktober 1999 i Radda in Chianti, var en barnboksförfattare och illustratör. 
Lionni föddes i Nederländerna. Fadern var diamanthandlare och modern operasångerska. Tidigt i livet fick Lionni resa i olika länder och han lärde sig flera språk. Familjen flyttade till Italien 1925. Lionni gjorde sig ett namn som futuristisk målare. 1932 gifte sig Lionni med Nora Maffi, dotter till en inflytelserik medlem av det italienska kommunistpartiet. Paret Lionni fick två söner. 1939 emigrerade familjen till USA där man bosatte sig i Philadelphia. Lionni arbetade som art director i reklambranschen. 1945 blev han amerikansk medborgare. 1948–1960 var han art director vid tidskriften Fortune. 1962 flyttade Lionni tillbaka till Italien och inledde en karriär som barnboksförfattare i bilderboksgenren. Totalt utgav Lionni ett fyrtiotal böcker. 17 titlar har (2008) utkommit i svensk översättning. Till de mer kända av Lionnis böcker hör Lilla blå och lilla gul.

## Verk i svensk översättning
- Lilla blå och lilla gul, 1967
- Simmi, 1970
- Tico och de gyllene vingarna, 1972
- En fisk är en fisk, 1972
- Alexander och leksaksmusen, 1973
- Fredrik, 1973
- Teodor och den talande svampen, 1974
- Musen med den gröna svansen, 1974
- I kaninträdgården, 1976
- En egen färg, 1976
- Pezzettino, 1977
- Bit för bit, 1978
- En loppsaga : jag vill vara kvar här! : jag vill flytta på mig! 1978
- Musikmusen Geraldine, 1979
- Musens år : en bilderbok, 1981
- Alberts dröm, 1991